# Monte Giberto

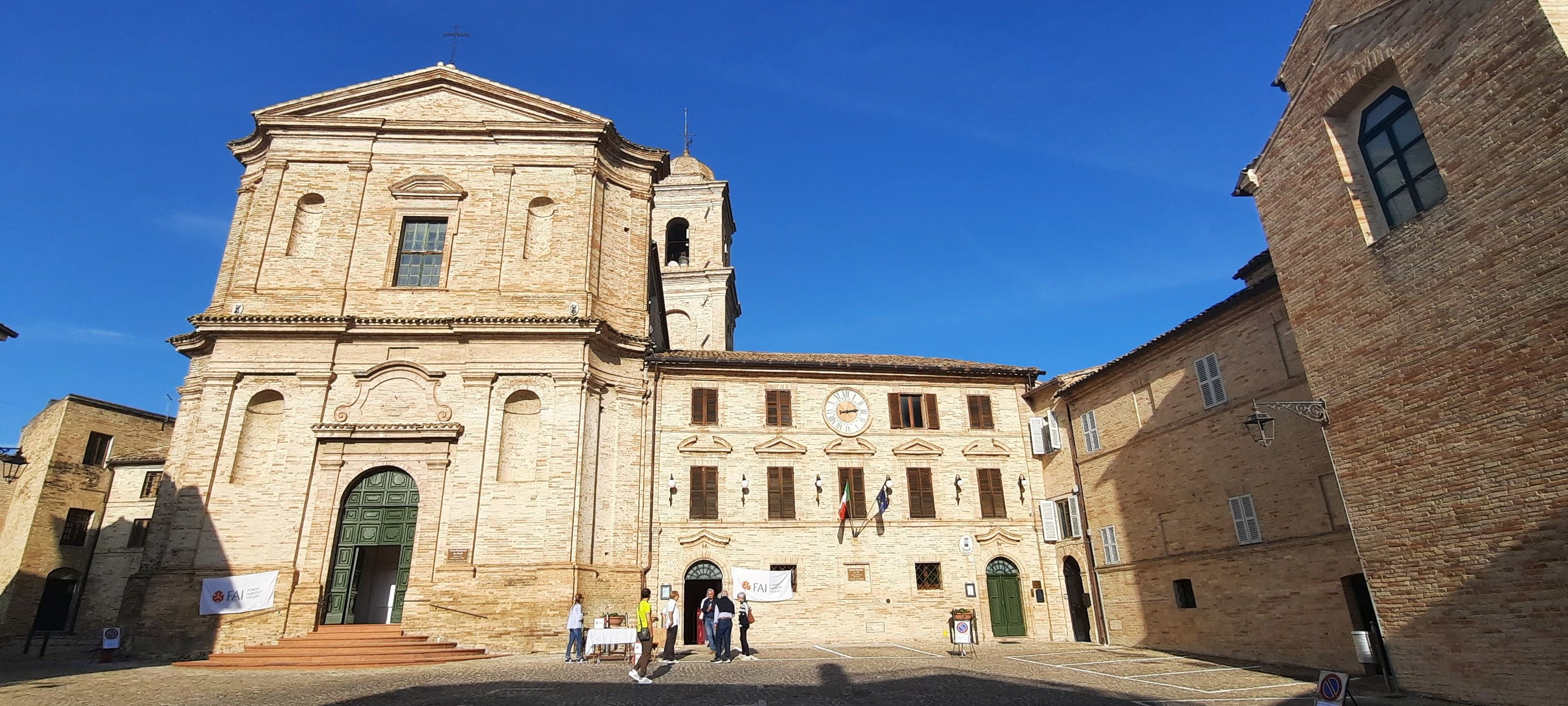
Piazza della Vittoria, con la chiesa di San Nicolò e il Palazzo Comunale.

Monte Giberto è un comune italiano di 731 abitanti della provincia di Fermo nelle Marche.

## Geografia fisica
Monte Giberto è attraversato dal corso del piccolo fiume Ete Vivo.

## Storia
Esiste un unico testo moderno che riporta la storia di Monte Giberto. Secondo tale fonte a Monte Giberto erano presenti insediamenti sin dai tempi piceni (lo confermerebbero i numerosi ritrovamenti di monili risalenti all'epoca preromana). La prima citazione scritta che parla di insediamenti risale tuttavia al Codice 1030 dell'Archivio Storico Comunale di Fermo ed è datata 1166. La Descriptio Marchiae Anconitanae, redatta al tempo del cardinale Egidio Albornoz verso il 1356, lo inserisce tra i castelli “verso i monti” e lo denomina così: Castrum Montis Giberti. Fino al 1830 il Comune è governato da un podestà inviato da Fermo e più in generale dall'epoca medioevale fino ai giorni nostri Monte Giberto ha seguito sempre le sorti della vicina Fermo.

## Monumenti e luoghi d'interesse
La chiesa di San Nicolò con il Palazzo Comunale ed il campanile-torre loro annesso formano un interessante complesso unitario del XVIII secolo nella centrale Piazza della Vittoria, sono costruiti in cotto come la gran parte dell'architettura rappresentativa coeva della zona.

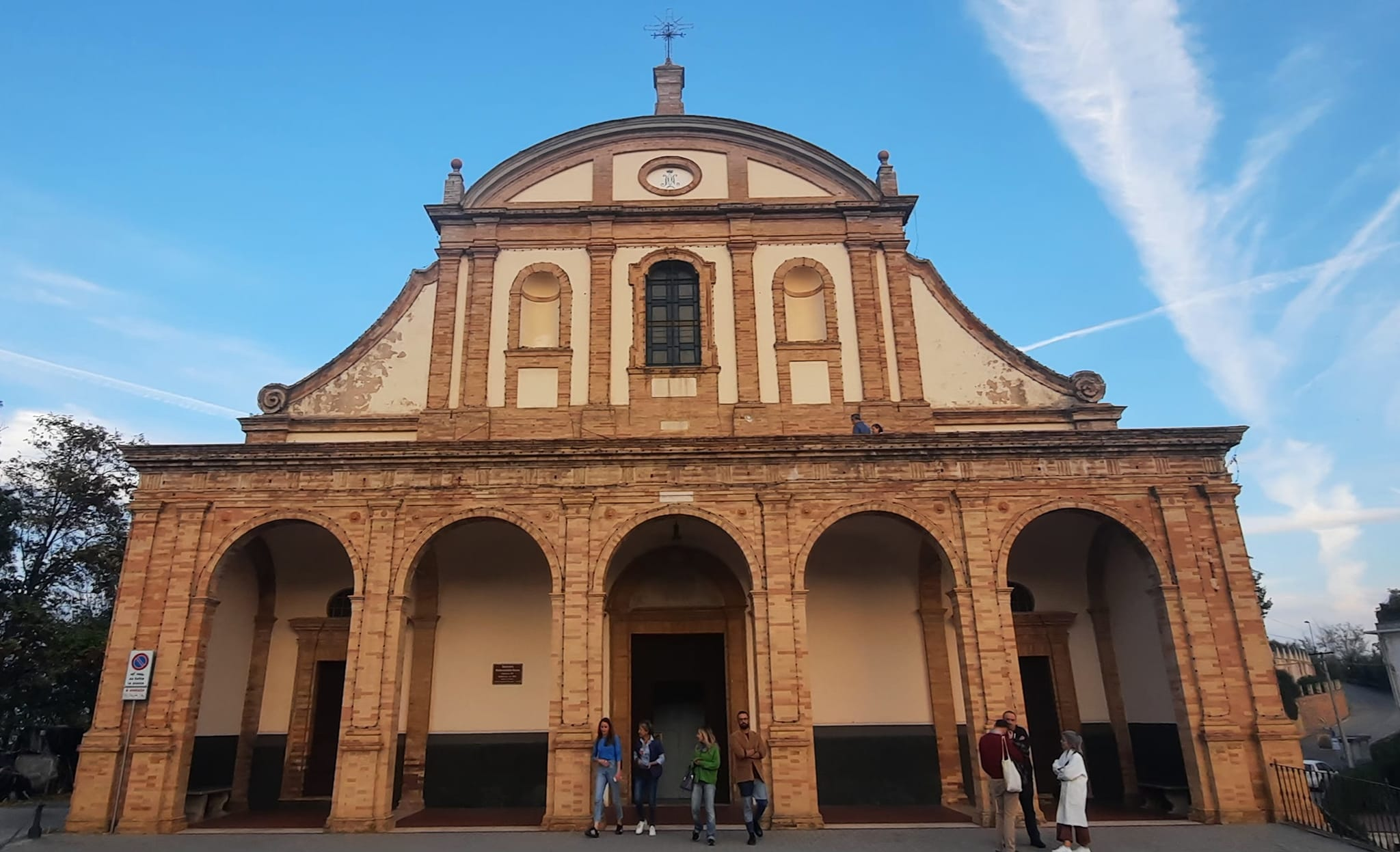
Il Santuario della Madonna delle Grazie.

### Il Santuario
A Monte Giberto è presente un santuario dedicato alla Madonna delle Grazie edificato nel 1757 su una precedente chiesa del XII secolo. Opera dell'architetto luganese Giambattista Vassalli, unisce elementi di tardo barocco a linee di gusto classico. La statua della Vergine Maria si ispira all'arte pisana del Trecento. Il porticato davanti alla chiesa è stato costruito da don Nicola Arpili, celebre sacerdote del paese nell'Ottocento che fondò anche l'ospedale di Monte Giberto (ora Casa di riposo a lui intitolata).

## Società

### Evoluzione demografica
Abitanti censiti

## Cultura
Il patrono di Monte Giberto è san Nicola da Bari (chiamato anche San Nicolò) e ricorre il 6 dicembre. Tuttavia i montegibertesi hanno ormai assunto come festa del paese quella dell'8 settembre, dedicata alla Madonna delle Grazie. Normalmente le attività commerciali locali si fermano l'8 settembre anziché il 6 dicembre.

## Economia

### Artigianato
Tra le attività economiche più tradizionali, diffuse e attive vi sono quelle artigianali, come l'arte del merletto rinomata in tutta Italia.

## Amministrazione
| Periodo        | Periodo        | Primo cittadino        | Partito                       | Carica                     | Note        |
| -------------- | -------------- | ---------------------- | ----------------------------- | -------------------------- | ----------- |
| 7 giugno 1985  | 9 giugno 1990  | Roberto Tappata        | Partito Comunista Italiano    | Sindaco                    | [ 8 ]       |
| 9 giugno 1990  | 24 aprile 1995 | Maurizio Mercuri       | Partito Repubblicano Italiano | Sindaco                    | [ 8 ]       |
| 24 aprile 1995 | 23 luglio 1998 | Giovanni Franchellucci | Lista civica                  | Sindaco                    | [ 8 ] [ 9 ] |
| 23 luglio 1998 | 14 giugno 1999 | Nicola Marziali        | Lista civica                  | Vicesindaco - Sindaco f.f. | [ 8 ]       |
| 14 giugno 1999 | 14 giugno 2004 | Corrado Corradi        | Lista civica                  | Sindaco                    | [ 8 ]       |
| 14 giugno 2004 | 8 giugno 2009  | Corrado Corradi        | Lista civica                  | Sindaco                    | [ 8 ]       |
| 8 giugno 2009  | 26 maggio 2014 | Giovanni Palmucci      | Lista civica                  | Sindaco                    | [ 8 ]       |
| 26 maggio 2014 | 27 maggio 2019 | Giovanni Palmucci      | Lista civica                  | Sindaco                    | [ 8 ]       |
| 27 maggio 2019 | 10 giugno 2024 | Giovanni Palmucci      | Lista civica                  | Sindaco                    | [ 8 ]       |
| 10 giugno 2024 | in carica      | Giovanni Palmucci      | Lista civica                  | Sindaco                    | [ 8 ]       |

### Altre informazioni amministrative
Fa parte dell'Area Vasta n. 4 di Fermo, dell'Azienda Sanitaria Unica Regionale delle Marche (A.S.U.R. Marche).

## Sport
Il comune possiede un campo di calcio A5 di manto sintetico; la Ponzano Giberto Calcio è la squadra di calcio A11 del paese che gioca le partite casalinghe nel campo di Ponzano di Fermo, milita in Seconda Categoria.